# Tribok
Tribok ((francosko trébuchet, arabsko al-manjaniq, kitajsko pao (砲)) je protiutežna mehanska metalna naprava podobna katapultu, ki je bila v uporabi od leta 1250 do konca srednjega veka, v redkih primerih pa tudi v sodobnem času.
Tribok je v bistvu povečana prača, ki za met izstrelka izrablja protiutež. Razširjen je bil predvsem v srednjem veku. Zgradili so ga kar na samem bojišču, ker je bil pretežak za vleko. Povprečen iztrelek je bil težak 150 kg. Tak izstrelek je potoval do 200 metrov daleč, namenjen je bil predvsem za uničevanje strelnih lin in obrambnih stolpov. Izstrelki so bili kamnite ali svinčene krogle, v času kuge pa so vanj namestili tudi glave in trupla umrlih za kugo. Protiutež je tehtala tudi do 7 ton (odvisno od velikosti triboka).
Obstajata dve glavni vrsti tribokov. Prvi je vlečni tribok ali mangonel, ki s pomočjo delovne sile zaniha roko. Na Kitajskem se je prvič pojavil v 4. stoletju p. n. št. Tehnologijo, ki so jo Avari prevažali proti zahodu, so v poznem 6. stoletju našega štetja sprejeli Bizantinci, v naslednjih stoletjih pa njihovi sosedje. Kasnejši in pogosto večji in močnejši, protiutežni tribok, s pomočjo protiuteži zaniha roko. V krščanskih in muslimanskih deželah okoli Sredozemlja se je pojavil v 12. stoletju, Mongoli pa so ga v 13. stoletju prenesli nazaj na Kitajsko.

## Zasnova
Tribok je sestavljen stroj, ki izkorišča mehansko prednost vzvoda, za metanje izstrelka. Običajno gre za velike konstrukcije, katerih dolžina tramu je 15 metrov, nekatere pa naj bi bile še večje. Izdelane so predvsem iz lesa, po navadi ojačenega s kovino, usnjem, vrvjo in drugimi materiali. Običajno so nepremični in jih je treba sestaviti na kraju samem, po možnosti z uporabo lokalnega lesa, z vojsko na mesto obleganja ali bitke pa so pripeljani le ključni deli.
Tribok je sestavljen predvsem iz dolgega nosilca na katerega je pritrjena os, ki je visoko nad tlemi tako, da se lahko tram vrti navpično skozi širok lok (običajno nad 180°). Na enem koncu trama je pritrjena zanka, ki drži izstrelek. Izstrelek se vrže, ko se tram hitro zasuka z uporabo sile na nasprotni konec trama. Mehansko prednost dobimo predvsem s tem, da je odsek trama nosilca veliko daljši od nasprotnega odseka, kjer deluje sila - običajno 4 do 6 krat daljši.
Razlika med protiutežnim in vlečnimi tribokom je v tem, kakšno silo uporabljajo. Tribok z protiutežjo uporablja gravitacijo; potencialna energija se shrani tako, da se počasi dvigne izredno težak zaboj (običajno napolnjena s kamni, peskom ali svincem), pritrjen na krajši konec nosilca (običajno na tečajni povezavi), in se po ukazu sprosti. Vlečni triboki uporabljajo človeško moč; na ukaz moški vlečejo vrvi, pritrjene na krajši konec triboka. Zaradi težav pri večkratnem in predvidljivem usklajevanju vlečenja številnih moških so protiuteži primerne za večje stroje, čeprav so za inženirja bolj zapleteni.
Ko deluje tribok, sila povzroči pospeševanje vrtenja trama okoli osi (vrtišče vzvoda). Ti dejavniki pomnožijo pospešek, ki se prenaša na metalni del trama in pritrjeno zanko. Zanka se začne vrteti z tramom, vendar se vrti dlje (običajno približno 360 °) in zato hitreje, s čimer prenese to povečano hitrost na izstrelek. Dolžina zanke povečuje mehansko prednost in spreminja tudi smer, tako da ob izpustu iz zanke izstrelek potuje z želeno hitrostjo in kotom, da se doseže cilj. Prilagoditev sprostitvene točke zanke je glavno sredstvo za natančno uravnavanje dosega, saj je ostalo delovanje triboka po izdelavi težko prilagoditi.
Izstrelek je lahko skoraj vse, tudi ruševine, razpadajoča trupla ali goreči premeti, vendar je bil običajno velik kamen. Kamen ali celo kovina, posebej obdelani, da so okrogli in gladki, zagotavljajo najboljši domet in predvidljivost. Ko poskušate prebiti sovražne stene, je pomembno, da uporabite material, ki se ob udarcu ne bo razbil. Leta 1332 so med obleganjem gradu Schwanau (v Alzaciji) triboki v notranjost obzidja izstreljevali sode, napolnjene z odpadki! Voda in hrana sta postali neužitni in obleganci so se morali predati.

## Gibljiva utež
V srednjem veku je tribok postajal učinkovitejši zaradi zelo pomembne novosti: pritrjeno utež je zamenjala gibljiva. Zagon gibljive uteži zavira gibanje nihala in ga v navpičnem položaju tako rekoč ustavi. Orožje je zaradi tega lahko manjše, pa tudi odskakovanje naprave se zmanjša. Hitrost streljanja je zato lahko večja, saj triboka ni več treba po vsakem strelu ponovno nameščati. Poleg tega je bil boljši prenos energije s triboka na iztrelek, torej ga lahko izstrelimo dlje in natančneje.

## Ročni tribok
Ročni tribok (grško cheiromangana) je bil pas, ki je bil pritrjen na drog z vzvodnim mehanizmom za metanje izstrelkov. V bistvu je bil vlečni tribok z enim človekom, ki ga je cesar Nikeforos II. Fokas okoli leta 965 uporabil za motenje sovražnih formacij na prostem. Omenjen je bil tudi v Taktiki generala Nikefora Ourana (ok. 1000) in navedena v De obsidione toleranda (anonimni avtor) kot oblika topništva.

## Hibridni tribok
Po mnenju Paula E. Cheveddena naj bi obstajal hibridni tribok, ki je uporabljal tako protiutež kot človeški pogon. Vendar od trenutka, ko naj bi bili uporabljeni, ne obstajajo nobene ilustracije ali opisi naprave. Celoten argument za obstoj hibridnih tribokov temelji na poročilih o vedno bolj učinkoviti obleganju.

## Propad vojaške uporabe
Z uvedbo smodnika je tribok začel izgubljati svoje mesto kot izbirni oblegovalni stroj. Triboki so se še vedno uporabljali tako pri obleganju Burgosa (1475–1476) kot pri obleganju Rodosa (1480). Eden zadnjih zabeleženih vojaških uporab je bil Hernán Cortés ob obleganju azteške prestolnice Tenochtitlán leta 1521. Poročila o napadu opozarjajo, da je bila njegova uporaba motivirana z omejeno ponudbo smodnika. Poskus naj bi bil neuspešen: prvi izstrelek je pristal na samem triboku in ga uničil.
Na Kitajskem so zadnjič resno razmišljali o tribokih za vojaške namene leta 1480. Pozneje o njih ni več slišati.

## Sodobna uporaba
V sodobnem času so bili triboki večinoma uporabljeni za izobraževalne namene, zgodovinske dogodke in snemanje filmov, v redkih primerih pa tudi v vojaške namene.
Med sirsko državljansko vojno se je pojavil posnetek na katerem uporniki uporabljajo tribok za metanje bomb na vladne sile. Improviziran tribok je bil uporabljen tudi med spopadi na protestih Evromajdana, kjer so ga protivladni protestniki uporabili za metanje opek in molotovk na enote Berkut. Junija 2024 se je pojavil posnetek na katerem Izraelske obrambne sile uporabljajo tribok z gorečimi izstrelki za požig travinja v obmejnem pasu z Libanonom.

## Galerija
- Francoska risba srednjeveškega triboka iz 19. stoletja
- Tribok v Middelaldercentretu na Danskem
- Tribok uporabljen med spopadi na protestih Evromajdana, Kijev, 2014
- Tribok z protiutežjo v Château des Baux v Franciji
- Tribok narejen po zasnovi "Warwolf"